# Застава Тринидада и Тобага
Застава Тринидада и Тобага је усвојена 1962. када је ова земља стекла независност.
Застава се састоји од црне дијагоналне пруге оивичене уским белим пругама на црвеној подлози. Црвена боја је симбол људске добродушности и сунчеве светлости, бела означава једнакост и море, а црна јединство.

## Друге заставе
- Цивилна застава Тринидада и Тобага
- Морнаричка застава Тринидада и Тобага